# Косовско-литовские отношения
Косовско-литовские отношения — двусторонние международные отношения между частично признанным государством Республикой Косово и Литвой.

## Дипломатические отношения
Республика Косово провозгласила свою независимость от Сербии 17 февраля 2008 года, а Литва признала ее 6 мая 2008 года.
Дипломатические отношения были начаты 16 июля 2008 года.
В 2021 году страны подписали соглашение об избежании двойного налогообложения доходов и предотвращении уклонения от уплаты налогов.

## Экономическое сотрудничество
В 2018 году товарооборот между Литвой и Косово достиг почти 2,88 млн евро.
В торговом балансе преобладает экспорт из Литвы в Косово.
- Экспорт составляет 2,81 млн евро
- Импорт составляет 68,6 тыс. штук. евро.

## Военное сотрудничество
По состоянию на 2009 год Литва имела 36 военнослужащих, служивших в Косово в качестве миротворцев в Силах для Косово под руководством НАТО. 30 ноября 2009 года Литва и Косово подписали военное соглашение, призванное укрепить отношения Косово с НАТО и его независимость.
30 ноября 2009 года Косово и Литва укрепили военные связи, когда их министры обороны встретились во время трехдневного визита в Литву.